# Antonietta Klitsche de la Grange
Antonietta Klitsche de la Grange (Roma, 17 giugno 1832 – Allumiere, 23 gennaio 1912) è stata una scrittrice e giornalista italiana.

## Biografia
Era figlia della nobildonna Teresa Costanzi e del barone prussiano Theodor Friedrich Klitsche de la Grange, ufficiale delle truppe borboniche e poi papaline, ritenuto, anche se non in maniera concorde, figlio naturale del principe Luigi Ferdinando di Prussia, della dinastia Hohenzollern, e della contessa Maria Adelaide de la Grange.
Legata sentimentalmente allo zuavo pontificio Emanuel de Fournel morto in combattimento nell’ottobre 1867 contro le truppe garibaldine, dopo la scomparsa dell’ufficiale di origini francesi decise di vivere quasi in stato vedovile. Trascorse molti anni della sua vita ad Allumiere vicina a suo fratello Adolfo e alla sua famiglia. Ad Allumiere nel 1871 ricevette l’incarico di ispettrice delle scuole elementari femminili. Erede della sua passione letteraria fu la poetessa e scrittrice Giuliana Palieri Annesi Klitsche (1911-2003), figlia della nipote Daniella.
La sua fu una lunga e prolifica carriera di scrittrice di saggi, articoli, romanzi e racconti, molto spesso di carattere storico e religioso, alcuni dei quali pubblicati a puntate sui giornali dell’epoca. Tale fu per esempio Un episodio della vita di Guido Reni, uscito a puntate, a partire da gennaio 1867, sull'Osservatore Romano, cui seguì il testo di Leone il muratore e Il declamatore. Un romanzo fatale (1876). Tale collaborazione con L’Osservatore è un primato editoriale, in quanto Klitsche de la Grange fu la prima giornalista a lavorare per il quotidiano del Vaticano.
Klitsche de la Grange è accreditata di oltre 100 fra romanzi e racconti, alcuni tradotti in altre lingue europee.
A cura della nipote Daniella, figlia di suo fratello Adolfo, nel 1958 fu ripubblicato il racconto Il navicellaio del Tevere, parzialmente rivisto nel titolo (Il barcaiolo romano: romanzo storico) e riammodernato nel linguaggio. Testi poetici e racconti furono editi anche su L'amico delle famiglie e su L'Arcadia: periodico mensile di scienze lettere ed arti, dove la scrittrice usava firmarsi come Asteria Cidonia. Ancora, tradusse in italiano il testo di Proudhon La proprietà.
Morì il 23 gennaio 1912 e fu sepolta nel cimitero del Verano a Roma. A lei sono dedicati un viale all'interno del parco pubblico di Villa Sciarra, a Roma, e una via ad Allumiere.

## Principali romanzi e racconti
- Bernardo da Sarriano o Il Castello di Celano (1895) ISBN 8874071027 EAN 9788874071029
- Bruna (1898)
- Il Cavaliere di Malta
- Cesare Agrippa
- Cesare o l’ebrea: scene romane
- Cignale il minatore (1895)
- Donne illustri
- Il declamatore. Un romanzo fatale (1875)
- Il denaro maledetto: racconto (1880)
- Dimo: scene romane della vita di Traiano (1860)
- Due cuori (1897)
- Isa o occhi di zaffiro
- Un episodio della vita di Guido Reni (1867)
- Le figlie dell’impiccato o Andrea Vesalio (1882)
- Le figlie di Pier delle Vigne o il Cavaliere del Toro
- Guido Cavalcanti ossia le discordie civili fiorentine (1877)
- La leggenda delle Gangalandi Leone il muratore (1868)
- La maledizione (1866)
- Manuelle nero: racconto storico (1889)
- Il Marchese di Monferrato (1908)
- Il navicellaio del Tevere (1867)
- Per vie occulte Pomponio Leto (1871)
- Ottavia
- Il racconto del guardiano del cimitero
- Lo spettro di Framoriale (1877)
- La torre del corvo (1897)
- Tribolata (1874)
- Gli ultimi giorni di Gerusalemme (1869)
- La Vestale (1865)
- Vinegia
- La vittoria: episodio della Guerra dei Trent’anni (1868)
- Virtù